# Spring Tales
Albums de Klub des loosers
Vive la Vie
(2004)
Spring Tales est un album de Klub des loosers sorti en 2010.

## Description
Spring Tales signifie littéralement contes de printemps, ce qui coïncide avec la date de sortie de l'album.
L'album propose de nouveaux morceaux et reprend en version instrumentale d'anciens titres du Klub des 7.
Il s'agit de morceaux composés par Fuzati.

## Liste des titres
| 1.    | Springtime                                                                      | 1:19 |
| 2.    | Mother City                                                                     | 3:21 |
| 3.    | Browen St                                                                       | 3:14 |
| 4.    | Nice Try                                                                        | 2:57 |
| 5.    | Arcade Center                                                                   | 3:44 |
| 6.    | Pericoloso (Version instrumentale de Boule De Cristal)                          | 3:26 |
| 7.    | Among Us (Version instrumentale de Fredy K, J'ai Grandi Dans Ça)                | 2:52 |
| 8.    | Power !                                                                         | 2:33 |
| 9.    | Saudade                                                                         | 3:48 |
| 10.   | Ambitions                                                                       | 3:03 |
| 11.   | Tears & Drops (Version instrumentale de Fuzati, Le Parapluie)                   | 3:40 |
| 12.   | Cigar Smoke (Version instrumentale de DJ Detect, Roulette Russe (feat. Fuzati)) | 2:22 |
| 13.   | A Penny                                                                         | 3:52 |
| 14.   | In Memory (Version instrumentale de L'Appel)                                    | 3:05 |
| 15.   | Last Beer (4 AM)                                                                | 3:11 |
| 16.   | Slow Rush                                                                       | 3:48 |
| 17.   | Electric Lights                                                                 | 3:22 |
| 18.   | Under Water                                                                     | 1:51 |
| 19.   | Magic Garden                                                                    | 3:19 |
| 20.   | Run                                                                             | 3:52 |
| 21.   | Season Change                                                                   | 5:13 |
| 67:52 |                                                                                 |      |